# Andrena asperrima
Andrena asperrima är en biart som beskrevs av Pérez 1895. Andrena asperrima ingår i släktet sandbin, och familjen grävbin. Inga underarter finns listade i Catalogue of Life.